# Église Sainte-Colombe de Las Illas
Pour les articles homonymes, voir église Sainte-Colombe.
L'église Sainte-Colombe-de-Las-Illas est une église de style roman située à Caixas, dans le département français des Pyrénées-Orientales.

## Situation
Le territoire de ce hameau s'appelle aussi Montoriol de les Illes. Il était situé à proximité du site ruiné du Bon Mosso, grand mas circulaire avec sa propre chapelle, minuscule édifice roman à nef unique appelée Sant Julià del Vilar (ou de la Garriga).

## Histoire
L'église de Sainte-Colombe de les Illes date du Xe siècle. 

## Architecture
Bien qu'absente des textes anciens, on peut néanmoins dater la nef méridionale comme étant d'époque romane. Une deuxième partie a sans doute été rajoutée au XIVe ou XVe siècle.